# Budynek dawnej Kasy Skarbowej w Łukowie
Budynek dawnej Kasy Skarbowej – zabytkowy budynek zlokalizowany przy pl. Gabriela Narutowicza 3 w Łukowie.
Został wzniesiony około 1850 r. przez władze Łukowa z przeznaczeniem na kasę skarbową. Funkcję tę spełniał do 1915 r. Około 1920 r. przejęty przez Zarząd Zakładów Młynarskich. W późniejszym okresie użytkowany jako biurowiec. W latach 1990–1992 przeszedł kapitalny remont.
Jest to budynek murowany, jednokondygnacyjny, zbudowany na planie prostokąta, niepodpiwniczony, kryty czterospadowym, blaszanym dachem. Znajduje się we wschodniej pierzei placu Narutowicza.

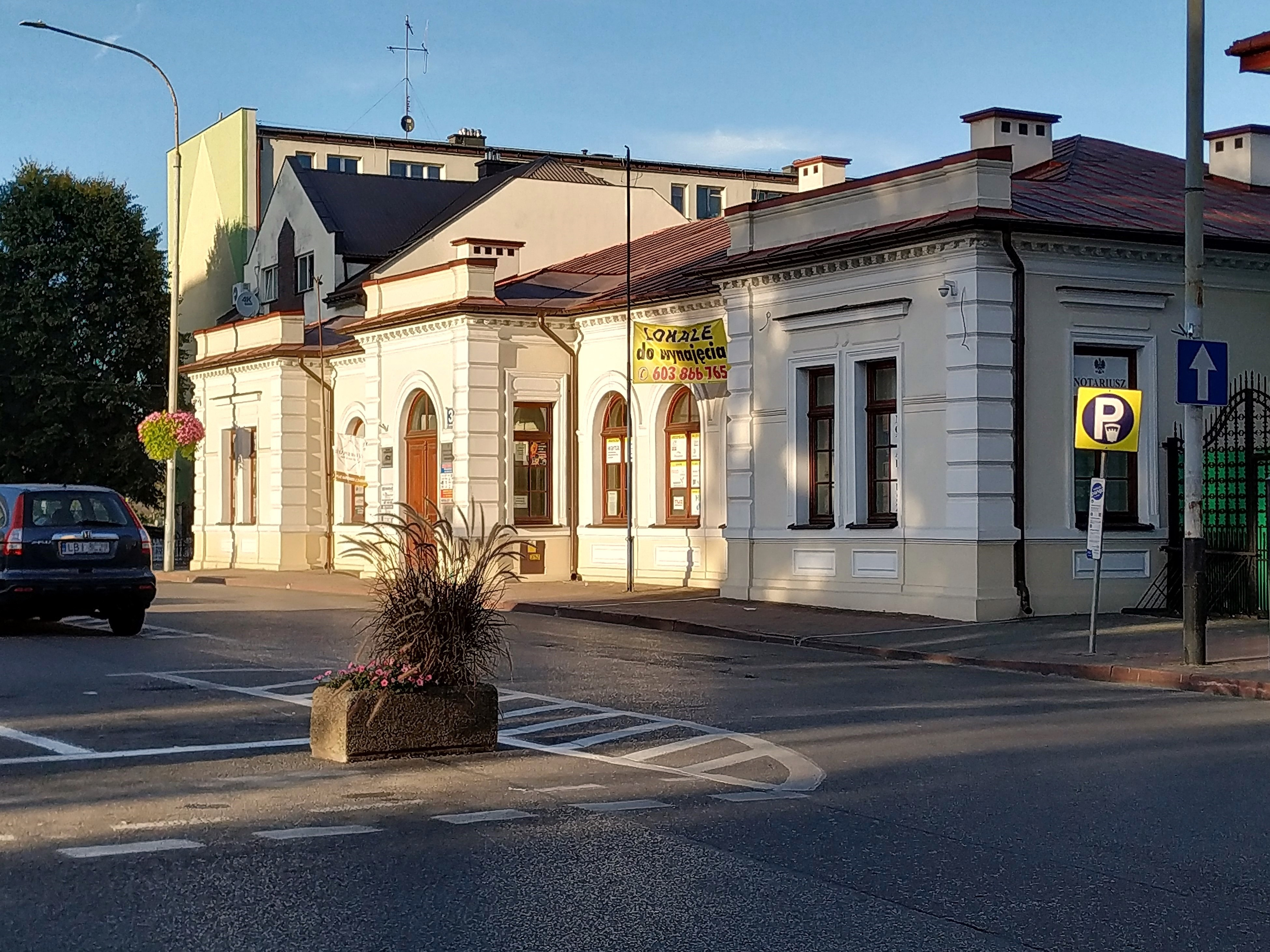
Widok od strony południowo-zachodniej